# Samuel Noah Kramer
Samuel Noah Kramer (Zhashkiv (bij Oeman)), 28 september 1897 - Philadelphia, 26 november 1990) was een van de leidende assyriologen en expert in de geschiedenis van Sumer en de Sumerische taal.

## Biografie
Kramer werd geboren in 1897 in Oeman, dat toen viel onder het Gouvernement Kiev van het Russische Rijk. Als een gevolg van een Jodenvervolging in het Rusland van tsaar Nicolaas II emigreerde zijn familie naar Philadelphia waar zijn vader een Hebreeuwse school oprichtte. Na het behalen van zijn diploma van de middelbare school en een Bachelor probeerde hij een aantal professies waaronder dat van een leraar in zijn vaders school om vervolgens een schrijver en een zakenman te worden.
Later zou hij in zijn autobiografie zeggen: "Uiteindelijk werd het me duidelijk dat ik net zo goed terug kon gaan naar af en mijn kennis van het Hebreeuws waar ik zo veel tijd in gestoken had in mijn jeugd te proberen benutten en het op een of andere manier te gebruiken voor mijn academische loopbaan.
Hij schreef zich in bij het Dropsie College in Philadelphia voor Hebreeuws en verwante studies en ontwikkelde een passie voor Egyptologie. Daarna stapte hij over naar het Oriental Studies Department van de Universiteit van Pennsylvania waar hij werkte met de "briljante jongeman Ephraim Avigdor Speiser die een van toonaangevende figuren in de Studie van het Midden-Oosten zou worden. Speiser werkte aan de ontcijfering van de tabletten in spijkerschrift van de Late Bronstijd rond 1300 v.Chr. en ook Kramer richtte zich op wat een levenslange arbeid in het begrip van het spijkerschrift zou worden.
Kramer verkreeg zijn doctoraat in 1929 en werd bekend om zijn vermogen een geheel verhaal uit verschillende brokstukken van tabletten -soms over de hele wereld verspreid geraakt- samen te kunnen stellen. Hij ging in 1969 met emeritaat maar bleef nog lang actief in zijn vakgebied.
In 1986 werd zijn autobiografie uitgegeven waarin hij zijn verrichtingen als volgt samenvat: "Ten eerste -en dit is het belangrijkst- heb ik een rol gespeeld in het herkrijgen, herstellen en doen herleven van de Sumerische literatuur of althans een representatieve doorsnede daarvan... Door mijn toedoen zijn een aantal duizenden literaire tabletten en brokstukken daarvan ter beschikking van de cuneiformisten gesteld. Dit is een voorraad onversneden gegevens die nog vele decennia zijn nut zal blijven bewijzen. Ten tweede heb ik getracht ... een redelijk betrouwbare vertaling van veel van deze documenten toegankelijk te maken voor de academische gemeenschap en vooral aan de antropologen, geschiedkundigen en humanisten onder hen. Ten derde heb ik geholpen de naam Sumer in de wereld bekend te maken en mensen te doen beseffen wat een sleutelrol de Sumeriërs gespeeld hebben in de opkomst van de beschaafde mens".
Kramer stierf in 1990 in de Verenigde Staten

## Externe verbinding
- Samuel Noah Kramer Institute of Assyriology and Ancient Near Eastern Studies